# 하비 밀크의 시간들
하비 밀크의 시간들(The Times Of Harvey Milk)은 미국에서 제작된 롭 엡스타인 감독의 1984년 다큐멘터리 영화이다. 하비 밀크 등이 주연으로 출연하였고 롭 엡스타인 등이 제작에 참여하였다.

## 출연

### 주연
- 하비 밀크
- 하비 피어스타인

### 조연
- 제리 브라운
- 다이안 파인스타인

## 제작진
- 협력프로듀서: 그레고리 W. 벡스
- 미술: 마이클 맥닐